# Ацилирование
Ацилирование — введение ацильного остатка RCO- (ацила) в состав органического соединения, как правило, путём замещения атома водорода, введение остатка уксусной кислоты CH3CO- называют ацетилированием, бензойной C6H5CO- — бензоилированием, муравьиной HCO- — формилированием. В зависимости от атома, к которому присоединяется ацильный остаток, выделяют C-ацилирование, N-ацилирование, O-ацилирование.
В качестве ацилирующих агентов используют галогенангидриды и ангидриды кислот.
При C-ацилировании по Фриделю — Крафтсу катализатором обычно служит хлорид алюминия:

В реакциях ацилирования в отличие от реакций алкилирования берётся не каталитическое, а эквивалентное количество хлорида алюминия, так как он образует каталитически неактивный аддукт с образующимся кетоном.